# رئيس الكومنولث
رئيس الكومنولث (بالإنجليزية: Head of the Commonwealth)‏ هو «رمز الارتباط الحر للدول الأعضاء المستقلة» في دول الكومنولث (المعروف باسم الكومنولث)، وهي منظمة حكومية دولية تضم حالياً 54 دولة ذات سيادة. لا توجد مدة محددة للمنصب أو فترة محددة والدور الذي يلعبه الرئيس لا ينطوي على أي جزء من الحوكمة اليومية لأي من الدول الأعضاء داخل الكومنولث.
بحلول عام 1949، كان الكومنولث البريطاني عبارة عن مجموعة من ثماني دول، يحكمهم آنذاك جورج السادس. ومع ذلك، أرادت الهند أن تصبح جمهوريةً دون أن تترك الكومنولث، وهكذا تمت تسوية الأمر عن طريق إنشاء لقب رئيس الكومنولث للملك، وأصبحت بعدها الهند جمهورية في عام 1950. وفي وقت لاحق، توقفت العديد من الدول الأخرى بما في ذلك باكستان وسريلانكا وغانا وسنغافورة عن الاعتراف بملك المملكة المتحدة كملك لهم، مع الاعتراف به كرئيس لدول الكومنولث الأعضاء.
يحمل اللقب حالياً الملك تشارلز، أمير ويلز ، وذلك خلفا للملكة إليزابيث الثانيةالابنة الكبرى لجورج السادس. حيث تم تعيين تشارلز، أمير ويلز خلفاً لها خلال اجتماع رؤساء حكومات الكومنولث 2018.

## المنصب
يُعتبر رئيس الكومنولث، بحسب دول الكومنولث الأعضاء، وهو الملكة إليزابيث الثانية حاليًا، «رمزًا لارتباطهم الحر» ويعمل كقائد إلى جانب الأمين العام للكومنولث ورئيس الكومنولث الحالي. على الرغم من أن إليزابيث رئيسة دولة في 16 دولة من الدول الأعضاء في الكومنولث، لكنها لا تلعب أي دور في إدارة أي دولة من دول الكومنولث من خلال منصبها كرئيسة للكومنولث بحد ذاته.
يحضر رئيس الكومنولث أو ممثله (مثل تشارلز، أمير ويلز) اجتماع رؤساء حكومات الكومنولث (سي إتش أو جي إم) الذي يُعقد مرة كل سنتين ويُعقد في مواقع في جميع أنحاء الكومنولث. بدأ هذا التقليد من قبل العاهل بناءً على نصيحة رئيس الوزراء الكندي بيير ترودو في عام 1973، عندما عُقد اجتماع مجلس رؤساء الحكومات الكندية لأول مرة في كندا. خلال القمة، يعقد رئيس الكومنولث سلسلة من الاجتماعات الخاصة مع قادة دول الكومنولث، ويحضر حفل استقبال وعشاء اجتماع رؤساء حكومات الكومنولث، ويلقي كلمة عامة. تحضر الملكة أو ممثلها أيضًا دورة ألعاب الكومنولث التي تقام كل أربع سنوات، وفي كل يوم من أيام الكومنولث، وهو ثاني يوم اثنين من شهر مارس، تُبث رسالة إلى جميع الدول الأعضاء.

## تاريخيًا

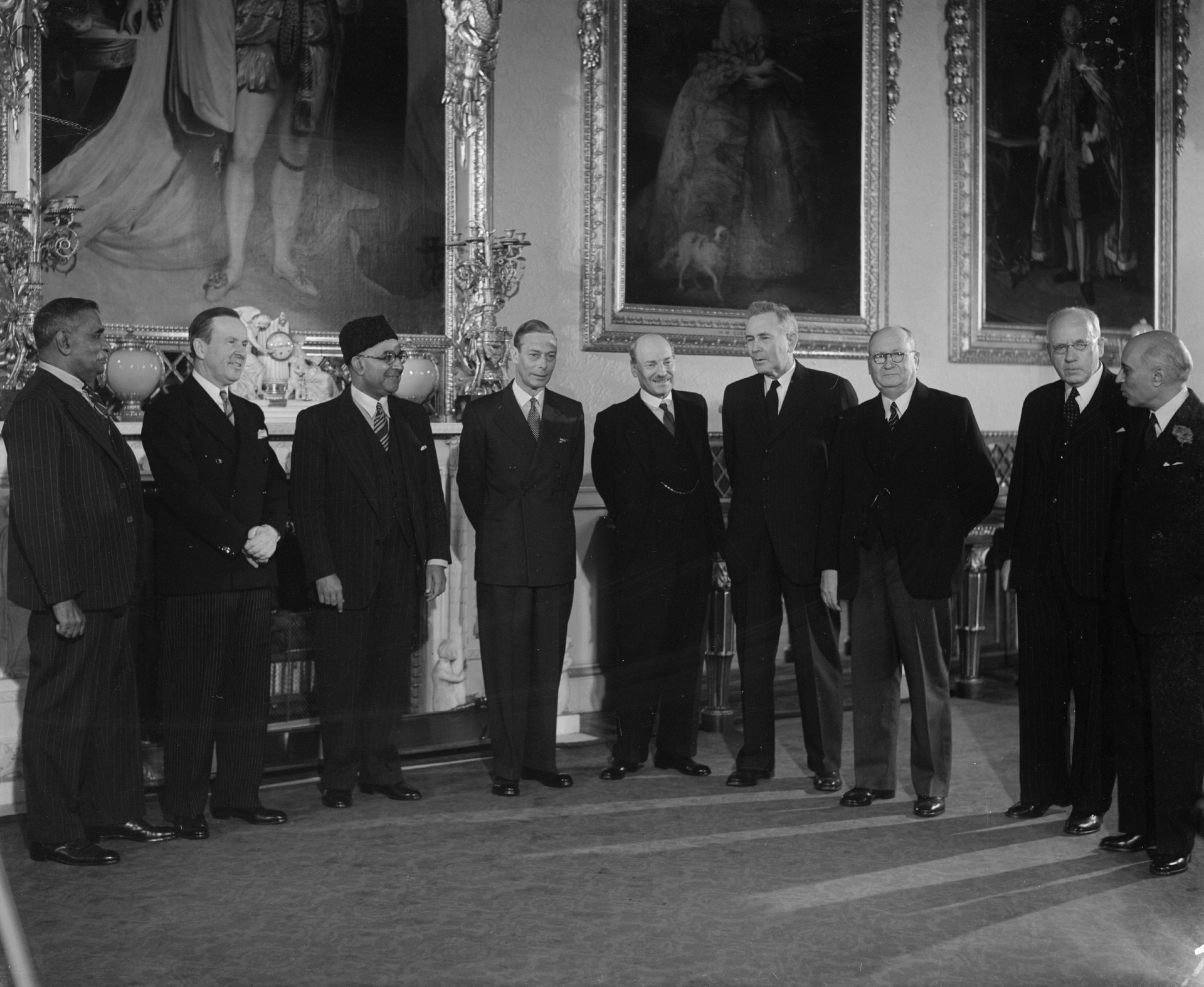
رؤساء وزراء الكومنولث في لندن عام 1949

في عام 1949، كان الملك جورج السادس ملكًا لكل البلدان التي كانت تشكل الكومنولث البريطاني (فيما بعد كومنولث الأمم): المملكة المتحدة، كندا، أستراليا، نيوزيلندا، جنوب إفريقيا، الهند، باكستان وسيلان. ومع ذلك، أراد مجلس الوزراء الهندي أن تصبح البلاد جمهورية، ولكن ليس رغبةً منها بمغادرة الكومنولث نتيجة أن جورج السادس لم يعد الملك، مثلما فعلت أيرلندا. لاستيعاب ذلك، نص إعلان لندن، الذي وضعه رئيس الوزراء الكندي لويس سانت لوران، على أن الملك، باعتباره رمزًا للارتباط الحر لدول الكومنولث، كان رئيس الكومنولث. عندما تبنت الهند دستورًا جمهوريًا في 26 يناير 1950، لم يعد جورج السادس ملكًا لها (أصبح رئيس الهند، راجندرا براساد، رئيسًا للدولة)، لكنها اعتبرته رئيسًا للكومنولث.
أصبحت إليزابيث الثانية رئيسة الكومنولث عند انضمامها في عام 1952، مصرّحةً في ذلك الوقت، «إن الكومنولث لا يشبه إمبراطوريات الماضي. إنه مفهوم جديد بالكامل مبني على أعلى صفات الروح البشرية: الصداقة والولاء والرغبة في الحرية والسلام». مُرر في العالم الذي تلا ذلك قانون الألقاب والأسلوب الملكي في كل ممالك الكومنولث، مُضيفًا لقب الرئيس إلى ألقاب العاهل لأول مرة في ذلك الوقت.
في ديسمبر 1960، صنعت الملكة علمًا شخصيًا يرمز لها كرئيسة للكومنولث ولا يرتبط بدورها كملكة لأي بلد معين. مع مرور الوقت، حل العلم محل المعيار الملكي البريطاني عندما زارت الملكة دول الكومنولث التي لا ترأسها (وبالتالي لا تمتلك معيارًا ملكيًا فريدًا لتلك الدولة) وفي مناسبات الكومنولث في المملكة المتحدة. عندما تزور الملكة مقر أمانة الكومنولث في لندن، يُرفع هذا المعيار الشخصي، وليس أيًا من معاييرها الملكية.
وقال رئيس الوزراء الكندي السابق بريان مولروني إن إليزابيث كانت «القوة ما وراء الكواليس» في إنهاء الفصل العنصري في جنوب إفريقيا.

## القائمة
| الاسم            | الصورة | الولادة        | الوفاة         | بداية الفترة  | نهاية الفترة  |
| ---------------- | ------ | -------------- | -------------- | ------------- | ------------- |
| جورج السادس      |        | 14 ديسمبر 1895 | 6 فبراير 1952  | 28 أبريل 1949 | 6 فبراير 1952 |
| إليزابيث الثانية |        | 21 أبريل 1926  | 8 سبتمبر 2022  | 6 فبراير 1952 | 8 سبتمبر 2022 |
| تشارلز الثالث    |        | 14 نوفمبر 1948 | على قيد الحياة | 8 سبتمبر 2022 | في المنصب     |